# Arsix
Arsix es una banda peruana de Heavy metal y hard rock formada en el año de 1992, en la ciudad de Trujillo, La Libertad.
Actualmente sus miembros son Aldo Geldres(Voz), Agustín Herrera(Guitarra), Leonardo Valverde(Bajo), Ulises Calderón(Batería) y Carlos Rengifo(segunda guitarra).

## Historia
La banda fue formada por el guitarrista Luis Villanueva con un estilo e influencia del Heavy metal Clásico.
entre 1991 y 1998 grabaron 2 demos en donde estarían versiones de las emblemáticas Demonio Negro, Sol de Metal, Fuego del Alma, etc.
en ese periodo del 1998 lanzaron una cinta de ensayo y comenzaron a tocar muchos shows con las bandas de rock más populares de Lima como Libido, Huelga de Hambre, Leusemia, Dolores Delirio, etc
Finalmente en el 2001 se lanzó su primer disco llamado "Fuego del Alma ", con una esencia más ligera; con el que obtuvieron el 4.º lugar de 225 bandas en el concurso de rock de Miraflores en Lima.
Al año siguiente sacaron un nuevo disco llamado "Teníamos Ganas de Verte" sin que el fundador Luis Villanueva y Agustín Herrera reemplazaran a José Rengifo en las guitarras y cambiaran a un estilo más suave. El siguiente su álbum homónimo fue lanzado en 2003 y siendo el último porque se separaron en 2004.
En 2006, volverían tocando en el programa TV rock, y dando una serie de conciertos en varios lugares del Perú y países vecinos, como Ecuador.

## Fuego del alma
El 7 de Septiembre del año 2001, después de años de grabar demos y presentarse entre los años 1998 al 2000 en diferentes ciudades como Chiclayo, Chimbote, Jaén, su oriundo Trujillo (siendo su concierto benéfico a favor de los damnificados del sur en el Coliseo El Inca de sus más emblemáticos) y en Lima, en donde serían teloneros de bandas de rock y metal como M.A.S.A.C.R.E., Nosequien y los Nosecuantos, La Sarita, D'mente Común, Ni Voz Ni Voto, etc. Publicarian en un sello independiente lo que oficialmente sería su debut, titulado Fuego del alma, en formato CD, lograrian venderse con éxito y logran ingresar en rankings de estaciones de radios locales con su canción Aun Pienso (Que No Te Perdi).
Tracklist:
| 1.  | Fuego del alma                |
| 2.  | Fronteras perdidas            |
| 3.  | Viviras en mí                 |
| 4.  | Ángel de hierro               |
| 5.  | Nunca es tarde                |
| 6.  | Riqueza es miseria            |
| 7.  | Dejemos que los tontos hablen |
| 8.  | Sol de metal                  |
| 9.  | Matar o morir                 |
| 10. | Aún pienso que no perdí       |
| 11. | Iron Angel                    |

## Discografía[4]
- 1991 - Demo
- 1998 - Ensayos II y III
- 2001 - Fuego del alma
- 2002 - Teníamos ganas de verte
- 2003 - Arsix

## Integrantes
- Aldo Geldres - Voz
- Ludwig Delgado - Guitarra
- Carlos Rengifo - Guitarra líder
- Agustín Herrera - Guitarra rítmica
- Leonardo Valverde - Bajo
- Ulises Calderón - Batería